# Soe Win

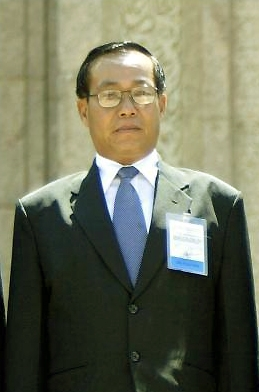
Soe Win

Soe Win, född 1948, död 12 oktober 2007 i Rangoon, var en burmesisk militär. Han var Burmas premiärminister 2004–2007.
Den 19 oktober 2004 utnämndes han till premiärminister efter Khin Nyunt av Burmas (officiellt Myanmars) juntaledare Than Shwe. Soe Win var general och även han medlem av den styrande juntan. Than Shwe anses ha haft stort förtroende för Soe Win.
I maj 2007 lades Soe Win in för sjukvård i Singapore, officiellt för leukemi. Hans uppgifter som premiärminister övertogs då tills vidare av Thein Sein. Mellan den 26 och 30 september samma år slogs omfattande demonstrationer för demokrati ned med våld av juntan. En regimkritisk radiostation rapporterade felaktigt att Soe Win avlidit den 2 oktober. Den 12 oktober avled han dock i Rangoon.